# Богуміл Дурдіс
Богуміл Дурдіс (чеськ. Bohumil Durdis, 1 березня 1903, Прага — 16 березня 1983, Копенгаген) — чехословацький важкоатлет, призер Олімпійських ігор і чемпіонату світу.

## Біографічні дані
Богуміл Дурдіс був чемпіоном Чехословаччини з важкої атлетики 1922 і 1924 року.
1923 року з загальним результатом важкоатлетичного чотириборства 347,5 кг став бронзовим призером чемпіонату світу.
На Олімпійських іграх 1924 Богуміл Дурдіс з результатом важкоатлетичного п'ятиборства 425 кг завоював бронзову медаль.
Після Олімпіади 1924 не брав участі ні в чемпіонатах світу, ні в чемпіонатах Європи, бо їх не проводили, але двічі 1926 і 1927 року в рамках товариської зустрічі Прага — Відень змагався з майбутнім олімпійським чемпіоном 1928 Гансом Гаасом, демонструючи високі результати.
В Олімпійських іграх 1928 Богуміл Дурдіс участі не брав.